# الکساندر وزنکوف
الکساندر وزنکوف (بلغاری: Александър Везенков؛ زادهٔ ۶ اوت ۱۹۹۵) بازیکن بسکتبال اهل بلغارستان است.
از باشگاه‌هایی که در آن بازی کرده‌است می‌توان به باشگاه بسکتبال بارسلونا و باشگاه بسکتبال المپیاکوس اشاره کرد.